# Thorvald Astrup

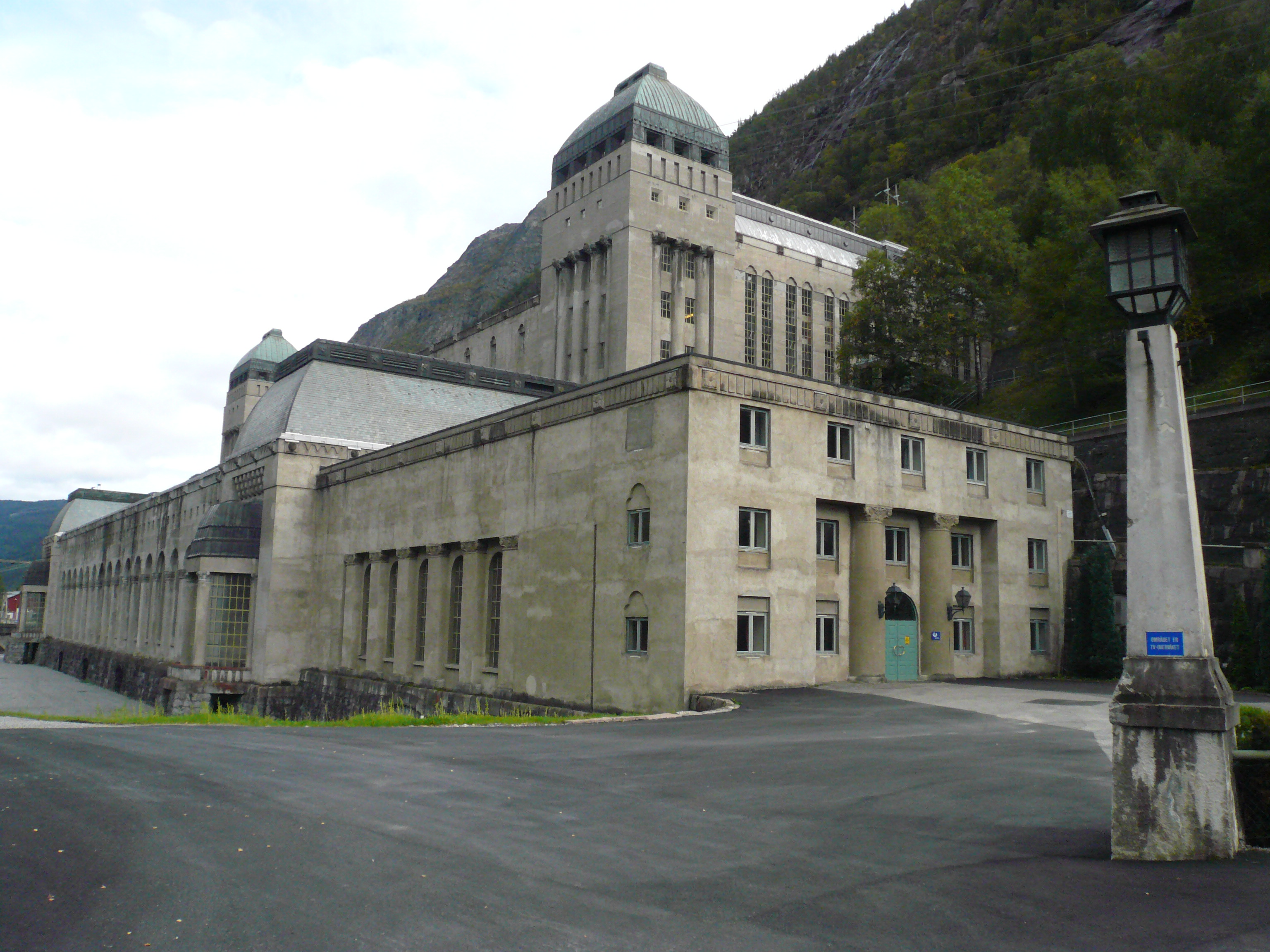
Såheim Rjukan II (1916)

Thorvald Astrup, född 18 maj 1876 i Kristiania, död 12 augusti 1940 i Oslo, var en norsk arkitekt. 
Torvald Astrup var son till grosshandlaren Harald Astrup (1831–1914) och Emilie Johanne Smith (1836-1915). Han var bor till arkitekten Henning Astrup (1864-1896). Efter examen från Kristiania tekniske skole studerade Astrup vid Kristiania kunst- og håndtverksskole och vid Tekniska högskolan i Berlin 1896–97. Han var praktiserande arkitekt i Kristiania från 1899 och innehade statens konstnärsstipendium 1900–01 för studier i Frankrike och England. 
Thorvald Astrup ritade främst industribyggnader, bland annat 40 större kraft- och transformatorstationer, till exempel Rjukan II (tillsammans med Olaf Nordhagen), Vamma, Nomeland, Rånåsfoss, Riis och Tøien samt en mängd privata och offentliga byggnader runt om i Norge. Han var medlem av Arkitektenes landsstyre 1914–20 och vice ordförande i Oslo Arkitektforening 1920–22.